# Cosmochilus
Cosmochilus es un género de peces de la familia de los Cyprinidae en el orden de los Cypriniformes.

## Especies
Las especies de este género son:
- Cosmochilus cardinalis X. L. Chu & T. R. Roberts, 1985
- Cosmochilus falcifer Regan, 1906
- Cosmochilus harmandi Sauvage, 1878
- Cosmochilus nanlaensis Y. F. Chen, Z. C. He & S. P. He, 1992